# Geune
La Geüne est un ruisseau qui traverse le département des Hautes-Pyrénées et un affluent gauche de l'Échez dans le bassin versant de l'Adour.

## Géographie
D'une longueur de 10,6 kilomètres, elle résulte de la jonction sur la commune d'Adé (Hautes-Pyrénées), du Rieutord qui vient des Granges (Julos) et du ruisseau du Montané qui lui vient de Bartrès.
Elle coule du sud-ouest vers le nord-est et se jette dans l'Échez à Juillan (Hautes-Pyrénées), à l'altitude 314 mètres.

### Communes et département traversés
Dans le département des Hautes-Pyrénées, la Geüne traverse quatre communes et deux cantons : dans le sens amont vers aval : Adé, Lanne, Louey et Juillan (confluence).
Soit en termes de cantons, la Geüne prend source dans le canton de Lourdes-2 et conflue dans le canton d'Ossun.

## Affluents
La Geüne n'a pas d'affluent référencé par le SANDRE.